# Oxyethira setosa
Oxyethira setosa är en nattsländeart som beskrevs av Donald G. Denning 1947. Oxyethira setosa ingår i släktet Oxyethira och familjen smånattsländor. Inga underarter finns listade i Catalogue of Life.